# Дискография Мелани Си
Дискография английской певицы Мелани Си состоит из восьми студийных альбомов, одного концертного альбома, трех DVD-альбомов, 31 синглов и 29 музыкальных клипов. Мелани Си начала свою сольную карьеру в конце 1998 года, исполнив с канадским рок-певцом Брайан Адамс на песню When You’re Gone. Сольный дебютный альбом Мелани Си Northern Star выпустила в 1999 году, который достиг третьей позиции чарте альбомов Великобритании и был сертифицирован британской звукозаписывающей индустрии (BPI) как трижды платиновым альбомом. Альбом имел большой международный успех: было продано более 4 миллионов альбомов по всему миру. Четыре сингла Мелани Си вошли в топ-5 чарта Великобритании, два из которых смогли его возглавить. Второй альбом Чисхолм, Reason, был выпущен в марте 2003 года и продано более 500000 экземпляров. Альбом достиг пятой строчки.
В 2004 году Мелани ушла из Virgin и основала свою собственную звукозаписывающую компанию, Red Girl Records. Beautiful Intentions, её третий студийный альбом, был выпущен в апреле 2005 года. Альбом имел умеренный успех в Европе и Великобритании. В Великобритании альбом смог достичь 24 места, в Германии — пятое место. В результате в Европе альбом был продан более чем в 1,5 миллиона экземпляров. С альбома было выпущено три сингла, один из которых вошел в топ-10 в Великобритании и один добрался до первой строчки в различных европейских чартах. This Time, четвёртый альбом Мелани Си, был выпущен в апреле 2007 года, и занял 57 место на чарте альбомов Великобритании. Из пяти синглов выпущенных с альбома один возглавил чарты в некоторых частях Европы, ещё один стал топ-тридцать в Великобритании и первой десятке в некоторых европейских хит-парадах. В ноябре этого же года, Мелани Си воссоединились с Spice Girls для мирового турне и выпуска сборника лучших хитов. Мелани Си выпустила свой пятый сольный альбом, The Sea, 2 сентября 2011 года, а её первый EP The Night был опубликован 13 мая 2012 года Stages-шестой альбом, который состоит из различных каверов мюзиклов, был выпущен седьмой альбом 10 сентября 2012 года Студийный альбом Version of Me Мелани Си выпустила 21 октября 2016 года. С 1996 года Мелани Си продала более 100 миллионов записей, из которых 20 млн экземпляров как сольный исполнитель, а ещё более 80 миллионов с Spice Girls.В 2021году вышел восьмой альбом солистки Melanie C  из 5 композиций.

## Альбомы

### Студийные альбомы
| Northern Star                                                       | - Релиз: 18 Октября 1999 - Формат: CD, digital download - Лейбл: Virgin                            | 4  | 32 | 16 | 28  | 7  | 9  | 8  | 3  | 1  | 12 | - BPI: 3× Платина - ARIA: Золото - BVMI: Платина - IFPI SWI: Золото - IFPI SWE: Платина |
| Reason                                                              | - Релиз: 10 Марта 2003 - Формат: CD, digital download - Лейбл: Virgin                              | 5  | 71 | 39 | —   | 13 | 47 | 62 | 9  | 38 | 21 | - BPI: Золото                                                                           |
| Beautiful Intentions                                                | - Релиз: 11 Апреля 2005 - Формат: CD, digital download - Лейбл: Red Girl Records                   | 24 | —  | 12 | 90  | 15 | —  | 98 | 28 | 31 | 14 | - BVMI: Золото - IFPI SWI: Золото                                                       |
| This Time                                                           | - Релиз: 2 Апреля 2007 - Формат: CD, digital download - Лейбл: Red Girl                            | 57 | —  | 26 | 92  | 15 | —  | —  | 66 | 48 | 8  | - IFPI SWI: Золото                                                                      |
| The Sea                                                             | - Релиз: 5 Сентября 2011 - Формат: CD, digital download - Лейбл: Red Girl                          | 45 | —  | 38 | —   | 16 | —  | —  | 69 | —  | 13 |                                                                                         |
| Stages                                                              | - Релиз: 10 Сентября 2012 - Формат: CD, digital download - Лейбл: Red Girl                         | 50 | —  | —  | —   | —  | 83 | —  | 79 | —  | —  |                                                                                         |
| Version of Me                                                       | - Релиз: 21 Октября 2016 - Формат: CD, digital download - Лейбл: Red Girl                          | 25 | —  | —  | —   | 34 | 94 | —  | 28 | —  | 24 |                                                                                         |
| Melanie C                                                           | - Релиз: 2 Октября 2020 - Формат: Box set, cassette, CD, digital download, vinyl - Лейбл: Red Girl | 8  | 37 | —  | 132 | 27 | 80 | —  | 9  | —  | 50 |                                                                                         |
| «—» альбом не был в чарте или не был выпущен в той или иной стране. | |    |    |    |     |    |    |    |    |    |    |                                                                                         |

### Концертные альбомы
| Название                       | Краткая информация                                                        |
| ------------------------------ | ------------------------------------------------------------------------- |
| Live at Shepherd’s Bush Empire | - Релиз: 12 Декабря 2013 - Формат: CD, digital download - Лейбл: Red Girl |

### Видео альбомы
| Live Hits                                                           | - Релиз: 30 Октября 2006 - Формат: DVD, digital download - Лейбл: Red Girl | 10 |
| Live at the Hard Rock Cafe                                          | - Релиз: 29 Июнь 2009 - Формат: DVD, digital download - Лайбл: Red Girl    | 22 |
| The Sea — Live                                                      | - Релиз: 27 Февраля 2012 - Формат: DVD, digital download - Лайбл: Red Girl | —  |
| «—» альбом не был в чарте или не был выпущен в той или иной стране. |                                                                            |    |

## Мини-альбомы
| The Night (with Jodie Harsh)                                             | - Релиз: 13 Мая 2012 - Формат: Digital download - Лайбл: Red Girl | 159 | 16 |
| «—» мини-альбом не был в чарте или не был выпущен в той или иной стране. |                                                                   |     |    |

## Синглы

### Сольные синглы
| Название                                                           | Год  | Пик позиции | Пик позиции | Пик позиции | Пик позиции | Пик позиции | Пик позиции | Пик позиции | Пик позиции | Пик позиции | Пик позиции | Сертификация | Альбом               |
| Название                                                           | Год  | UK          | UK Indie    | AUS         | AUT         | GER         | IRE         | ITA         | NLD         | SWE         | SWI         | Сертификация | Альбом               |
| ------------------------------------------------------------------ | ---- | ----------- | ----------- | ----------- | ----------- | ----------- | ----------- | ----------- | ----------- | ----------- | ----------- | --- | -------------------- |
| «Goin' Down»                                                       | 1999 | 4           | —           | 25          | —           | —           | —           | 37          | 64          | —           | —           | | Northern Star        |
| "Northern Star «                                                   | 1999 | 4           | —           | 82          | —           | 50          | —           | 17          | —           | 7           | 75          | - BPI: Серебро - IFPI SWE: Золото                                                                                     | Northern Star        |
| „Never Be the Same Again“ (featuring Лизы «Left Eye» Лопес)        | 2000 | 1           | —           | 2           | 3           | 5           | 3           | 6           | 1           | 1           | 3           | - BPI: Золото - ARIA: Платина - IFPI AUT: Золото - BVMI: Золото - NVPI: Золото - IFPI SWI: Золото - IFPI SWE: Платина | Northern Star        |
| «I Turn to You»                                                    | 2000 | 1           | —           | 11          | 1           | 2           | 6           | 15          | 2           | 1           | 3           | - BPI: Серебро - ARIA: Платина - IFPI AUT: Золото - BVMI: Золото - NVPI: Золото - IFPI SWE: Золото                    | Northern Star        |
| «If That Were Me»                                                  | 2000 | 18          | —           | 28          | 45          | 58          | 38          | —           | 41          | 22          | 50          | | Northern Star        |
| «Here It Comes Again»                                              | 2003 | 7           | —           | 49          | 49          | 59          | 19          | 12          | 22          | 36          | 61          | | Reason               |
| «On the Horizon»                                                   | 2003 | 14          | —           | —           | —           | 80          | 34          | 45          | 54          | —           | —           | | Reason               |
| «Let’s Love»                                                       | 2003 | —           | —           | —           | —           | —           | —           | —           | —           | —           | —           | | Reason               |
| «Melt»                                                             | 2003 | 27          | —           | —           | —           | —           | —           | —           | —           | —           | —           | | Reason               |
| «Yeh Yeh Yeh»                                                      | 2003 | 27          | —           | —           | —           | 63          | —           | 38          | —           | —           | —           | | Reason               |
| «Next Best Superstar»                                              | 2005 | 10          | —           | 41          | 45          | 32          | 37          | 21          | 28          | 31          | 25          | | Beautiful Intentions |
| «Better Alone»                                                     | 2005 | —           | —           | 83          | 57          | 51          | —           | 36          | —           | —           | 33          | | Beautiful Intentions |
| «First Day of My Life»                                             | 2005 | —           | —           | 65          | 2           | 1           | —           | 32          | 94          | 9           | 1           | - BVMI: Платина - IFPI AUT: Золото - IFPI SWI: Золото                                                                 | Beautiful Intentions |
| «The Moment You Believe»                                           | 2007 | —           | —           | —           | 28          | 15          | —           | —           | —           | 18          | 14          | | This Time            |
| «I Want Candy»                                                     | 2007 | 24          | —           | —           | —           | —           | —           | 9           | —           | —           | —           | | This Time            |
| «Carolyna»                                                         | 2007 | 49          | —           | —           | 42          | 28          | —           | 34          | —           | —           | 31          | | This Time            |
| «This Time»                                                        | 2007 | 94          | —           | —           | —           | 69          | —           | —           | —           | —           | —           | | This Time            |
| «Understand»                                                       | 2008 | —           | —           | —           | —           | —           | —           | —           | —           | —           | —           | | This Time            |
| «Rock Me»                                                          | 2011 | —           | —           | —           | —           | 38          | —           | —           | —           | —           | —           | | The Sea              |
| «Think About It»                                                   | 2011 | 95          | 15          | —           | 34          | 48          | —           | —           | —           | —           | 30          | | The Sea              |
| «Weak»                                                             | 2011 | —           | 29          | —           | —           | —           | —           | —           | —           | —           | —           | | The Sea              |
| «Let There Be Love»                                                | 2011 | —           | —           | —           | —           | —           | —           | —           | —           | —           | —           | | The Sea              |
| «I Know Him So Well» (featuring Эммы Бантон)                       | 2012 | 153         | 14          | —           | —           | —           | —           | —           | —           | —           | —           | | Stages               |
| „Loving You“ (with Matt Cardle)                                    | 2013 | 14          | 2           | —           | —           | —           | 42          | —           | —           | —           | —           | | Porcelain            |
| «Anymore»                                                          | 2016 | —           | —           | —           | —           | —           | —           | —           | —           | —           | —           | | Version of Me        |
| «Dear Life»                                                        | 2016 | —           | —           | —           | —           | —           | —           | —           | —           | —           | —           | | Version of Me        |
| «Hold On» (featuring Alex Francis)                                 | 2017 | —           | —           | —           | —           | —           | —           | —           | —           | —           | —           | | Version of Me        |
| „Room for Love“                                                    | 2017 | —           | —           | —           | —           | —           | —           | —           | —           | —           | —           | | Version of Me        |
| „High Heels“                                                       | 2019 | —           | —           | —           | —           | —           | —           | —           | —           | —           | —           | | TBA                  |
| „Who I Am“                                                         | 2020 | —           | —           | —           | —           | —           | —           | —           | —           | —           | —           | | Melanie C            |
| „Blame It on Me“                                                   | 2020 | —           | —           | —           | —           | —           | —           | —           | —           | —           | —           | | Melanie C            |
| „In and Out of Love“                                               | 2020 | —           | —           | —           | —           | —           | —           | —           | —           | —           | —           | | Melanie C            |
| „—“ сингл не был в чарте или не был выпущен в той или иной стране. |      |             |             |             |             |             |             |             |             |             |             | |                      |

### Как приглашенный артист
| Название                                                                   | Год  | Пик позиция | Пик позиция | Пик позиция | Пик позиция | Пик позиция | Пик позиция | Пик позиция | Пик позиция | Пик позиция | Пик позиция | Сертификация                                      | Альбом              |
| Название                                                                   | Год  | UK          | AUS         | AUT         | GER         | IRE         | NLD         | NOR         | SCO         | SWE         | SWI         | Сертификация                                      | Альбом              |
| -------------------------------------------------------------------------- | ---- | ----------- | ----------- | ----------- | ----------- | ----------- | ----------- | ----------- | ----------- | ----------- | ----------- | ------------------------------------------------- | ------------------- |
| „When You’re Gone“ (Брайан Адамс featuring Melanie C)                      | 1998 | 3           | 4           | 14          | 14          | 3           | 6           | 6           | 2           | 8           | 11          | - BPI: Платина - ARIA: Платина - IFPI NOR: Золото | On a Day Like Today |
| «He Ain’t Heavy, He’s My Brother» (among The Justice Collective)           | 2012 | 1           | —           | —           | —           | 4           | —           | 17          | 2           | —           | —           | - BPI: Золото                                     |                     |
| „Cool as You“ (Peter Aristone featuring Melanie C)                         | 2014 | —           | —           | —           | —           | —           | —           | —           | —           | —           | —           |                                                   | 19 Days in Tetbury  |
| «Let’s Groove» (among Asia’s Got Talent judges)                            | 2015 | —           | —           | —           | —           | —           | —           | —           | —           | —           | —           |                                                   |                     |
| „Cosmic Shower (Lost Humanity)“ (The Kandu Collective featuring Melanie C) | 2016 | —           | —           | —           | —           | —           | —           | —           | —           | —           | —           |                                                   |                     |
| «Numb» (Sons of Sonix featuring Melanie C)                                 | 2016 | —           | —           | —           | —           | —           | —           | —           | —           | —           | —           |                                                   | Version of Me       |
| «—» сингл не был в чарте или не был выпущен в той или иной стране.         |      |             |             |             |             |             |             |             |             |             |             |                                                   |                     |

### Промосинглы
| «Ga Ga»                                                        | 1999 | —  | Northern Star        |
| «Don’t Need This»                                              | 2006 | —  | Beautiful Intentions |
| «I Don’t Know How to Love Him»                                 | 2012 | 20 | Stages               |
| «—» сингл не был в чарте или не выпущен в той или иной стране. |      |    |                      |

## Видеоклипы
Сольные клипы
| Название                          | Год  | Режиссёр                       |
| --------------------------------- | ---- | ------------------------------ |
| «Goin' Down»                      | 1999 | Giuseppi Capotondi             |
| «Northern Star»                   | 1999 | Steven Green                   |
| «Never Be the Same Again»         | 2000 | Francis Lawrence               |
| «I Turn to You»                   | 2000 | Cameron Casey                  |
| «If That Were Me»                 | 2000 | Cameron Casey                  |
| «Here It Comes Again»             | 2003 | Charles Infante                |
| «On the Horizon»                  | 2003 | Howard Greenhalgh              |
| «Yeh Yeh Yeh»                     | 2003 | Ray Kay                        |
| «Melt»                            | 2003 | Jamie Vickery                  |
| «Next Best Superstar»             | 2005 | Ray Kay                        |
| «Better Alone»                    | 2005 | Mary McCartney                 |
| «First Day of My Life»            | 2005 | Nikolaj Georgiew               |
| «Better Alone» (European version) | 2006 | Robert Broellochs              |
| «The Moment You Believe»          | 2007 | Tim Royes                      |
| «I Want Candy»                    | 2007 | Tim Royes                      |
| «Carolyna»                        | 2007 | Tim Royes                      |
| «This Time»                       | 2007 | Adrian Moat                    |
| «Understand»                      | 2008 | Avi Diamond and Jamie Milligan |
| «We Love To Entertain You»        | 2010 | Unknown                        |
| «Rock Me»                         | 2011 | Marcus Sternberg               |
| «Think About It»                  | 2011 | Howard Greenhalgh              |
| «Weak»                            | 2011 | Michael Baldwin                |
| «Let There Be Love»               | 2011 | Marcus Gerwinat                |
| «I Know Him So Well»              | 2012 | Unknown                        |
| «Loving You»                      | 2013 | Jonny Kight                    |
| «Anymore»                         | 2016 | David East                     |
| «Dear Life»                       | 2016 | David East                     |

Как приглашенный исполнитель
| Название                          | Год  | Основной исполнитель   | Режиссёр             |
| --------------------------------- | ---- | ---------------------- | -------------------- |
| «When You’re Gone»                | 1998 | Bryan Adams            | Marcus Nispel        |
| «He Ain’t Heavy, He’s My Brother» | 2012 | The Justice Collective | Unknown              |
| «Cool As You»                     | 2014 | Peter Aristone         | Anton van der Linden |

### Заметки
1. ↑  "Anymore" не вошел "Official UK Top 100 Chart", но в чарте "UK Official Physical Singles Sales Chart Top 100" достиг первого места.[37]
2. ↑  "Room for Love" не появился в чарте Великобритании "Official UK Top 100", но достиг 2 места в чарте "Official Physical Singles Sales Chart Top 100".[39]
3. ↑  "High Heels" не появился в чарте Великобритании "Official UK Top 100", но достиг 90 позиции в чарте "Official Physical Singles Sales Chart Top 100.[39]
4. ↑  "Who I Am" не появился в чарте "Official UK Top 100 Chart", но достиг 27 места в чарте "Official Singles Sales Chart Top 100".[39]
5. ↑  "Blame It on Me" не вошел в чарт "Official UK Top 100 Chart", но в чарте "UK Official Singles Sales Chart Top 100" занял 66 место.[40]

### Упоминания
1. 1 2 3 4 5 6 7 8  BPI Certified Awards. British Phonographic Industry. Дата обращения: 4 сентября 2009. Архивировано 15 января 2013 года.
2. 1 2 3  UK Charts > Melanie C. Official Charts Company. Дата обращения: 26 июля 2010. Архивировано 14 марта 2012 года.
3. 1 2 3  List of Melanie C on UK Charts:
  - Main: Singles Top 100 from the Official UK Charts Company. Official UK Charts Company. Дата обращения: 13 сентября 2011. Архивировано 20 марта 2015 года.
  - «I Know Him So Well»: CHART: CLUK Update 24.11.2012 (wk46). Official UK Charts Company. Дата обращения: 13 сентября 2011. Архивировано 11 марта 2016 года.
4. ↑  Spice Girls announce 11-show reunion tour. MSNBC (28 июня 2007). Дата обращения: 3 сентября 2009. Архивировано 17 мая 2009 года.
5. ↑  Melanie C - The Sea - Out Now! Melaniec.net. Red Girl Records (5 сентября 2011). Дата обращения: 13 сентября 2011. Архивировано 24 сентября 2011 года.
6. ↑  Mel C diet and fitness secrets. Дата обращения: 10 февраля 2017. Архивировано 2 февраля 2017 года.
7. ↑  Spice Girls facts. Дата обращения: 10 февраля 2017. Архивировано 24 марта 2018 года.
8. ↑  PeermusicWebsite. Дата обращения: 10 февраля 2017. Архивировано 6 июля 2018 года.
9. 1 2 3  List of Melanie C’s albums and singles on ARIA Charts:
  - All: Australian Charts > Melanie C. australian-charts.com Hung Medien. Дата обращения: 26 июля 2010. Архивировано 15 февраля 2009 года.
  - «Northern Star»: Ryan, Gavin. Australia's Music Charts 1988–2010 (англ.). — Mt. Martha, VIC, Australia: Moonlight Publishing, 2011.
  - Reason: The ARIA Report: Week Commencing 31 March 2003 (неопр.). — Pandora Archive[англ.], 2003. — 7 April (№ 684). Архивировано 22 января 2016 года.
  - «Better Alone»: The ARIA Report: Week Commencing 19 September 2005 (неопр.). — Pandora Archive, 2005. — 20 October (№ 812). Архивировано 7 января 2016 года.
  - «First Day of My Life»: The ARIA Report: Week Commencing 20 May 2006 (неопр.). — Pandora Archive, 2006. — 20 June (№ 847). Архивировано 14 января 2016 года.
10. 1 2 3  Austrian Charts > Melanie C (нем.). austriancharts.at Hung Medien. Дата обращения: 26 июля 2010. Архивировано 21 декабря 2011 года.
11. ↑  Belgium Charts > Melanie C (нидерл.). ultratop.be. Дата обращения: 13 августа 2014. Архивировано 15 августа 2014 года.
12. ↑  German Album Charts > Melanie (нем.). charts.de GfK Entertainment. Дата обращения: 13 сентября 2011.
13. 1 2 3  Irish Charts > Melanie C. irish-charts.com Hung Medien. Дата обращения: 26 июля 2010. Архивировано 24 октября 2012 года.
14. ↑  Dutch Album Charts > Melanie C (нидерл.). dutchcharts.nl Hung Medien. Дата обращения: 26 июля 2010. Архивировано 25 октября 2012 года.
15. 1 2  Peak chart positions for featured singles on the Scottish Singles and Albums Charts:
  - Northern Star: 27 August 2000 - 2 September 2000. Official Charts. Дата обращения: 19 июля 2014. Архивировано 2 апреля 2015 года.
  - Reason: 16 March 2003 - 22 March 2003. Official Charts. Дата обращения: 19 июля 2014. Архивировано 2 апреля 2015 года.
  - Beautiful Intentions: 17 April 2005 - 23 April 2005. Official Charts. Дата обращения: 19 июля 2014. Архивировано 3 апреля 2015 года.
  - This Time: 8 April 2007 - 14 April 2007. Official Charts. Дата обращения: 19 июля 2014. Архивировано 3 апреля 2015 года.
  - The Sea: 11 September 2011 - 17 September 2011. Official Charts. Дата обращения: 19 июля 2014. Архивировано 2 апреля 2015 года.
  - Stages: 16 September 2012 - 22 September 2012. Official Charts. Дата обращения: 19 июля 2014. Архивировано 23 февраля 2016 года.
  - Version of Me: 28 October 2016 - 3 November 2016. Official Charts. Дата обращения: 29 октября 2016. Архивировано 21 декабря 2016 года.
  - «When You’re Gone»: Official Scottish Singles Chart Top 100. officialcharts.com. Дата обращения: 10 февраля 2017. Архивировано 4 июня 2016 года.
16. 1 2 3  Swedish Charts > Melanie C. swedishcharts.com Hung Medien. Дата обращения: 4 октября 2009. Архивировано 20 февраля 2009 года.
17. 1 2 3  Swiss Charts > Melanie C (нем.). swisscharts.com Hung Medien. Дата обращения: 7 сентября 2011. Архивировано 10 июня 2011 года.
18. ↑  ARIA Charts > Accreditations > 2001 Albums. Australian Recording Industry Association. Дата обращения: 13 августа 2010. Архивировано 17 января 2010 года.
19. 1 2 3 4 5  Gold-/Platin-Datenbank (Melanie C) (нем.). Bundesverband Musikindustrie. Дата обращения: 13 августа 2010.
20. 1 2 3 4 5  IFPI Switzerland > Edelmetall (нем.). International Federation of the Phonographic Industry Hung Medien. Дата обращения: 7 ноября 2011. Архивировано 31 октября 2013 года.
21. 1 2 3 4  Platinum certified. International Federation of the Phonographic Industry Hung Medien. Дата обращения: 7 ноября 2011. Архивировано 24 сентября 2015 года.
22. ↑  Melanie C – Deluxe 2CD. Дата обращения: 29 июля 2020. Архивировано 29 июля 2020 года.
23. ↑  Melanie C Official Store. Дата обращения: 29 июля 2020. Архивировано 29 июля 2020 года.
24. ↑  ARIA Top 50 Albums Chart. Australian Recording Industry Association (12 октября 2020). Дата обращения: 10 октября 2020. Архивировано 15 октября 2020 года.
25. ↑  Melanie C - Live at Shepherd's Bush Empire. iTunes. Дата обращения: 13 сентября 2011. Архивировано 21 сентября 2014 года.
26. ↑  List of Melanie C’s DVD on UK Charts:
  - Live Hits: 05 November 2006 - 11 November 2006. Official Charts Company. Дата обращения: 26 июля 2010. Архивировано 3 июня 2016 года.
  - Live at the Hard Rock Cafe: 28 June 2009 - 04 July 2009. Official Charts Company. Дата обращения: 26 июля 2010. Архивировано 3 июня 2016 года.
27. ↑  CHART: CLUK Update 26.05.2012 (wk20) / Note: Credited as "Set You Free". Official Charts Company (26 мая 2012). Дата обращения: 5 сентября 2016. Архивировано 1 октября 2013 года.
28. ↑  Official Independent Singles Chart Top 50 20 May 2012 - 26 May 2012 / Note: Credited as "Set You Free". Official Charts Company (26 мая 2012). Дата обращения: 5 сентября 2016. Архивировано 10 октября 2016 года.
29. ↑  Melanie C - The Night EP. iTunes (13 мая 2012). Дата обращения: 5 сентября 2016. Архивировано 13 февраля 2017 года.
30. ↑  List of Melanie C songs on UK Indie Charts:
  - «Think About It»: Official Independent Singles Chart Top 50 11 September 2011 - 17 September 2011. Official Charts Company (17 сентября 2011). Дата обращения: 17 сентября 2011. Архивировано 3 июня 2016 года.
  - «Weak»: Official Independent Singles Chart Top 50 13 November 2011 - 19 November 2011. MelanieC.net (19 ноября 2011). Дата обращения: 19 ноября 2011. Архивировано 23 мая 2016 года.
  - «The Night» (credited as «Set You Free»): Official Independent Singles Chart Top 50 20 May 2012 - 26 May 2012. Official Charts Company (26 мая 2012). Дата обращения: 26 мая 2012. Архивировано 3 июня 2016 года.
  - «I Know Him So Well»: Official Independent Singles Chart Top 50 18 November 2012 - 24 November 2012. Official Charts Company (24 ноября 2012). Дата обращения: 24 ноября 2012. Архивировано 3 июня 2016 года.
  - «Loving You»: Official Independent Singles Chart Top 50 25 August 2013 - 31 August 2013. Official Charts Company (31 августа 2013). Дата обращения: 13 августа 2013. Архивировано 3 июня 2016 года.
31. 1 2  Chartverfolgung / Melanie C / Single (нем.). musicline.de PhonoNet. Дата обращения: 13 августа 2010. Архивировано из оригинала 4 июня 2017 года.
32. ↑  Peaks of Melanie C in Italian Charts:
  - Main: Discography Melanie C. Italiancharts.com. Hung Medien. Дата обращения: 20 января 2016. Архивировано 5 апреля 2016 года.
  - «Goin' Down»: Tutti i successi del 1999. Italiancharts.com. Hung Medien. Дата обращения: 20 января 2016. Архивировано 9 января 2016 года.
  - «When You’re Gone»: When You're Gone. Official Charts Company (17 сентября 2011). Дата обращения: 19 сентября 2011. Архивировано 25 марта 2015 года.
33. 1 2  Dutch Top 40 > Melanie C (нидерл.). Stichting Nederlandse Top 40. Дата обращения: 15 сентября 2011. Архивировано 14 ноября 2012 года.
34. 1 2  ARIA Charts > Accreditations > 2000 Singles. Australian Recording Industry Association. Дата обращения: 4 сентября 2009. Архивировано 24 мая 2013 года.
35. 1 2 3  IFPI Austria > Gold & Platin. International Federation of the Phonographic Industry. Дата обращения: 7 ноября 2011. Архивировано 18 августа 2012 года.
36. 1 2  Goud/Platina. NVPI.nl. Nederlandse Vereniging van Producenten en Importeurs van beeld- en geluidsdragers. Дата обращения: 29 апреля 2011. Архивировано из оригинала 13 января 2010 года.
37. ↑  Official Physical Sales Chart Top 100. Дата обращения: 29 мая 2020. Архивировано 26 июня 2020 года.
38. ↑  Melanie C. Let's #MakeRoomForLove Melanie C's new single "Room For Love" is now available for Pre-Save and Pre-Order on Spotify, iTunes and other digital outlets! Pre-Save and Pre-Order today and listen to the song on October 20th! And... don't forget to check out the video ;). Facebook (13 октября 2017). Дата обращения: 13 октября 2017.
39. 1 2 3  Official Physical Sales Chart Top 100. Дата обращения: 29 июля 2020. Архивировано 29 июля 2020 года.
40. ↑  Official Singles Sales Chart Top 100. Дата обращения: 29 мая 2020. Архивировано 1 апреля 2019 года.
41. ↑  VG-lista - Melanie C. VG-lista. Дата обращения: 13 сентября 2011. Архивировано 5 ноября 2012 года.
42. ↑  ARIA Charts > Accreditations > 1999 Singles. Australian Recording Industry Association. Дата обращения: 4 сентября 2009. Архивировано 24 мая 2013 года.
43. ↑  SØK I TROFÉER. IFPI Norway. Дата обращения: 14 августа 2010. Архивировано 23 февраля 2012 года.
44. ↑  Cool as You. iTunes. Дата обращения: 31 марта 2014. Архивировано 31 мая 2014 года.
45. ↑  Let's Groove. iTunes. Дата обращения: 14 мая 2015. Архивировано 24 сентября 2016 года.
46. ↑  Cosmic Shower (Lost Humanity). Discogs. Дата обращения: 18 июня 2016. Архивировано 11 октября 2016 года.
47. ↑  Sons Of Sonix Featuring Melanie C – Numb. iTunes. Дата обращения: 29 июля 2016. Архивировано 7 октября 2016 года.
48. ↑  Archive Chart – 29th December 2012. Official Charts Company (17 сентября 2011). Дата обращения: 19 сентября 2011. Архивировано 3 июня 2016 года.
49. ↑  Ga Ga - Melanie C. Discogs. Дата обращения: 13 сентября 2011. Архивировано 12 августа 2016 года.
50. ↑  Don't Need This - Melanie C. Discogs. Дата обращения: 13 сентября 2011. Архивировано 12 августа 2016 года.
51. ↑  Melanie C. Discography Albums & Singles. MelanieC.net (2 апреля 2016). Дата обращения: 5 сентября 2016. Архивировано 2 апреля 2016 года.
52. ↑  Melanie C. 'I DON'T KNOW HOW TO LOVE HIM' DOWNLOAD LINKS. MelanieC.net (28 июля 2012). Дата обращения: 15 сентября 2016. Архивировано 11 сентября 2016 года.
53. ↑  Melanie C. Melanie C featuring Emma Bunton - 'I Know Him So Well' - Out November 11. MelanieC.net (15 октября 2012). Дата обращения: 15 сентября 2016. Архивировано 24 декабря 2013 года.
54. ↑  Melanie C — Goin' Down. VEVO. Дата обращения: 28 октября 2009. Архивировано 25 июля 2012 года.
55. ↑  Melanie C — Northern Star. VEVO. Дата обращения: 28 октября 2009. Архивировано 30 марта 2012 года.
56. 1 2 3 4 5 6 7 8 9 10 11  Melanie C — Artist videography. mvdbase.com. Дата обращения: 28 октября 2009. Архивировано 14 июля 2011 года.
57. ↑  Melanie C : Here It Comes. Country Music Television. Дата обращения: 9 сентября 2010. Архивировано 23 октября 2012 года.
58. ↑  Better Alone (Version 2). sperle-media.de. Дата обращения: 9 сентября 2010. Архивировано 16 июля 2011 года.
59. ↑  Adrian Moat Showreel. Black Dog UK. Дата обращения: 9 сентября 2010. Архивировано 28 мая 2011 года.
60. ↑  Melanie C — The Making of 'Understand. Much Music. Архивировано 5 октября 2008. Дата обращения: 9 сентября 2010. Источник. Дата обращения: 10 февраля 2017. Архивировано 5 октября 2008 года.
61. ↑  Melanie C Premiers Comeback Video "Rock Me". Kovideo.net (8 июня 2011). Дата обращения: 3 июля 2011. Архивировано 1 июля 2011 года.
62. ↑  Premiere: Melanie C - Think About It. popinstereo.com. Дата обращения: 29 июля 2011. Архивировано 18 июля 2011 года.
63. ↑  'Weak' Behind The Scenes Video. MelanieC.net. Red Girl Records (10 ноября 2011). Дата обращения: 11 ноября 2011. Архивировано 12 ноября 2011 года.
64. ↑  Matt Cardle & Melanie C - Loving You (Behind The Scenes at Video Shoot) (17 июля 2013). Дата обращения: 22 июля 2013. Архивировано 17 июля 2013 года.
65. ↑  Melanie C 'Anymore' by David East. Promo News. Дата обращения: 14 сентября 2016. Архивировано 17 сентября 2016 года.
66. ↑  Melanie C 'Dear Life' by David East. Promo News. Дата обращения: 14 сентября 2016. Архивировано 30 декабря 2016 года.
67. ↑  Melanie C — When You're Gone. VEVO. Дата обращения: 28 октября 2009. Архивировано 9 февраля 2010 года.